# Hasselt
Hasselt è una città belga di 70.584 abitanti, capoluogo della provincia del Limburgo belga.
Al 1º luglio 2004 la popolazione totale di questo comune, di lingua neerlandese, è di 33.805 uomini e 35.452 donne. La superficie totale è di 102,24 km². La città è situata sulle rive del fiume Demer e del canale Alberto, fra le regioni della Campine e della Hesbaye nell'euroregione Mosa-Reno.
Il comune è formato dal raggruppamento degli antichi comuni di Hasselt, Kermt, Kuringen, Sint-Lambrechts-Herk, Spalbeek, Stevoort, Stokrooie e Wimmertingen. Dal 1967 è sede della diocesi cattolica di Hasselt.

## Storia
Hasselt fu fondata nel VII secolo sull'Helbeek, un affluente del Demer. Il nome di Hasselt deriva da Hasaluth, che significa "bosco di noccioli".
Fu una delle Bonnes villes della contea di Loon (o Looz), le cui frontiere corrispondono approssimativamente a quelle dell'attuale Limburgo belga. Hasselt ricevette inoltre il titolo di Bonne ville del Principato di Liegi nel 1165, rapidamente riconosciuto da una carta comunale. Nel 1232, questo statuto fu confermato dal conte Arnoldo IV.
Benché la città di Borgloon (in francese Looz) fosse la capitale ufficiale della contea di Looz, Hasselt ne divenne il centro economico: questo fu dovuto essenzialmente alla sua posizione più favorevole in prossimità del castello comitale e dell'abbazia di Herkenrode a Kuringen.
Nel 1366, la contea di Looz fu integrata alla diocesi di Liegi (e politicamente al principato di Liegi, pur mantenendo la sua autonomia giuridica, statuto che perdurerà fino all'annessione alla Francia nel 1794). Maastricht divenne la capitale della regione che includeva l'antica regione di Looz ed il ducato di Limburgo. L'insieme prese il nome di dipartimento della Bassa Mosa.
Dopo la sconfitta di Napoleone e l'integrazione al Regno dei Paesi Bassi nel 1815, il nome di Limburgo fu mantenuto per definire questa regione. All'indipendenza del Belgio, questa denominazione rimase definitivamente a discapito del nome Looz. Nel 1839, alla fissazione definitiva delle frontiere fra il Belgio ed i Paesi Bassi, Hasselt divenne capitale della provincia di Limburgo.

## Amministrazione

### Gemellaggi
- Bicaz

## Infrastrutture e trasporti
Hasselt è ben servita dai trasporti. La strada più importante è l'autostrada E313 Liegi-Anversa. Per un periodo, ad Hasselt, gli autobus sono stati completamente gratuiti per tutti, un caso unico al mondo. Dal 1º gennaio 2014, è stata reintrodotta una tariffa.

## Istruzione
Hasselt conta tre istituti superiori. Sia ad Hasselt che nella vicina Diepenbeek è presente l'Università. Hasselt è una vera città studentesca con più di 50.000 studenti ogni anno.

## Monumenti e parchi
- La cattedrale di San Quintino
- La basilica di Virga-Jesse
- Il giardino giapponese
- L'abbazia di Herckenrode a Kuringen
- Il rifugio dell'abbazia di Herckenrode
- L'aeroporto di Kiewit
- La Banca Nazionale, opera dell'architetto Henri van Dievoet
- Il parco di Kiewit
- Il Kapermolenpark
- Il più grande cerchio di skateboard outdoor d'Europa

## Sport
Ad Hasselt hanno sede le seguenti squadre sportive:
- HC Initia Hasselt, squadra di pallamano maschile, vincitrice di 13 campionati belgi;
- ZVK Hasselt, squadra di calcio a 5, vincitrice di 8 campionati belgi;
- Limburg United, squadra di pallacanestro che gioca in Ligue Ethias.

La città di Hasselt ha dato i natali al pilota Max Verstappen, campione del mondo di Formula 1 per quattro volte consecutive dal 2021 al 2024. Ma anche al pilota Porsche Laurens Vanthoor nel WEC.